# Blocco (football americano)

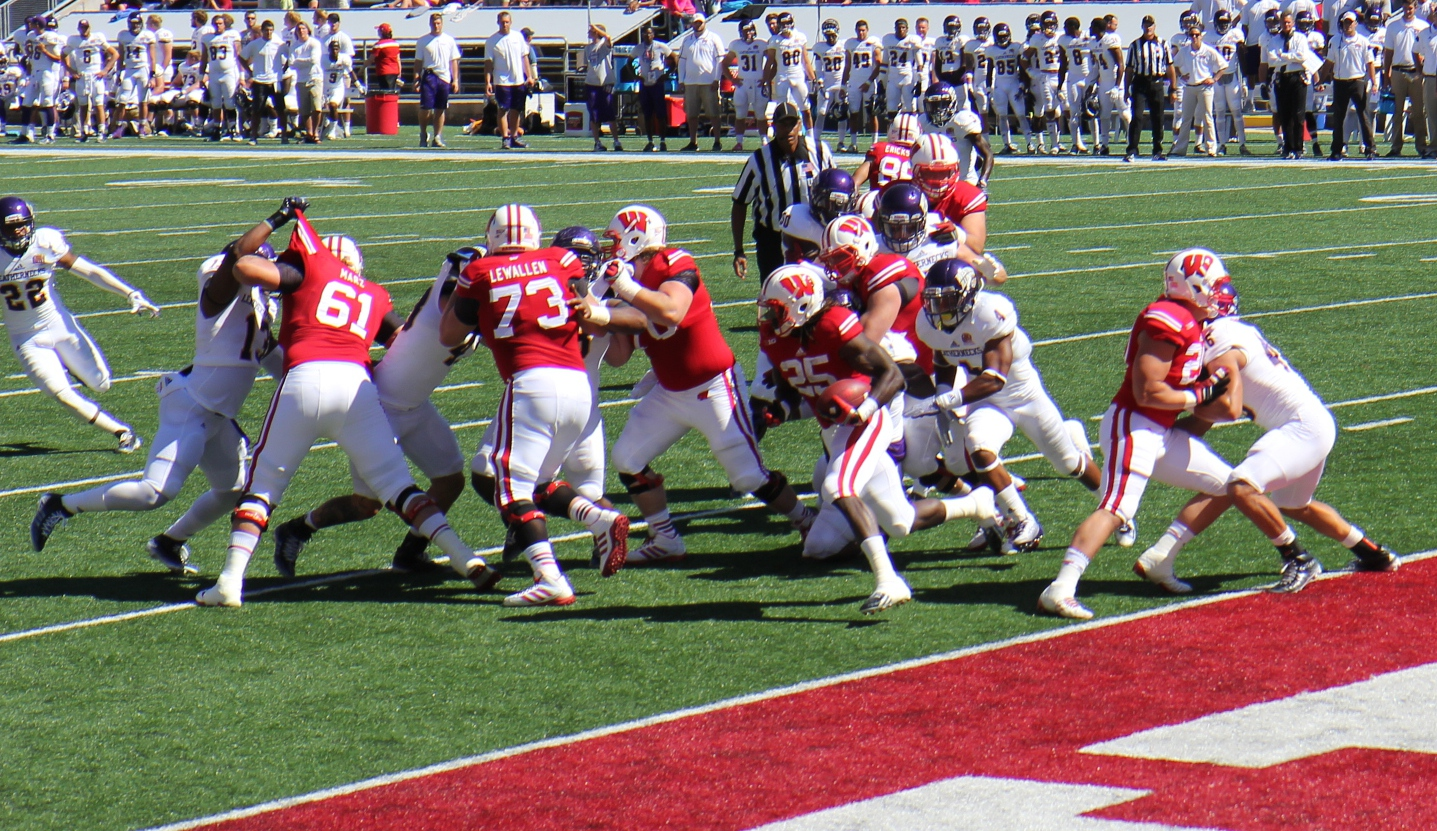
Serie di blocchi effettuati dagli offensive linemen per facilitare la corsa di Melvin Gordon

Nel football americano, il blocco (in lingua inglese, block) è un'azione di gioco usata dalla squadra in attacco per impedire ai difensori avversari di avvicinarsi al quarterback o per impedire che il portatore di palla venga placcato durante la sua corsa.
I principali bloccatori di una squadra sono gli offensive linemen, i quali, posizionati sulla linea di scrimmage, tendono a spingere lontano i difensori avversari ostacolandone i tentativi di sack o di tackle. Altri giocatori comunemente chiamati ad effettuare dei blocchi sono i fullback e i tight end.
Il blocco consiste essenzialmente in una spinta effettuata con le mani o le braccia, mentre è proibito trattenere o placcare l'avversario; è altresì proibito bloccare un avversario da dietro (clipping).

## Tipi di blocco

### Shoulder block
Consiste nel colpire l'avversario all'altezza del petto con la spalla e l'avambraccio, spingendolo contemporaneamente con passi corti e rapidi. Il collo e la testa sono mantenuti in posizione ortogonale rispetto al terreno e contribuiscono alla spinta.

### Scramble block
Detto anche crab block (letteralmente "blocco del granchio") si usa maggiormente per proteggere le azioni di scramble del quarterback e si attua avanzando carponi con le braccia e le gambe verso l'avversario e interponendo il busto contro la sua corsa, spingendolo all'altezza delle sue ginocchia lontano dall'azione.

### Flying body block
È un blocco non programmato, attuato come estrema protezione del portatore di palla: consiste nel tuffarsi contro l'avversario cercando di colpirlo con le anche all'altezza delle ginocchia o della cintura.

### Pass protection block
In posizione leggermente accosciata, con una gamba di poco arretrata rispetto all'altra e le braccia piegate all'interno del corpo all'altezza delle braccia, ci si posiziona davanti all'avversario. Al momento del contatto, ci si alza in piedi spingendo contemporaneamente in avanti interponendosi sempre, durante le azioni di lancio, tra il difensore e il quarterback.

### Fire block
Durante questo blocco il giocatore d'attacco attende in posizione raccolta il difensore, per poi colpirlo con le spalle sulle gambe e contemporaneamente posizionando la testa tra le sue ginocchia, spingendolo lonntano dall'azione.

### Double team block
Blocco utilizzato per ostacolare giocatori avversari particolarmente potenti. Viene effettuato in coppia e il primo giocatore a muoversi è quello più vicino all'azione da proteggere. Ciascuno posiziona la testa su uno dei fianchi dell'avversario, spingendolo contemporaneamente con la spalla e le gambe.

### Pancake block
Una particolare tecnica di blocco consiste nel cosiddetto pancake, realizzato spingendo a terra l'avversario tramite rotazione dei fianchi e accompagnandolo nella caduta impedendogli così di interferire con lo sviluppo del gioco "schiacciandolo" sotto il proprio peso.